# Jürgen Grossmann
Jürgen Hermann Grossmann, född 21 januari 1959 i Tyskland, är en svensk kock och krögare.
Grossman växte upp i Stuttgart och fick sin utbildning till kock nere på kontinenten. I Stockholm arbetade på Hotel Reisen innan han 1986-1991 drev stjärnkrogen L’Escargot, tillsammans med Anders Hemberg. Han köpte därefter restaurangen Gässlingen på Södermalm, som han drev tillsammans med hustrun Margit. Den belönades 1999 tillsammans med köksmästaren Michael Spiridon med en stjärna i Guide Michelin. 2005 sålde han Gässlingen för att istället öppna GQ på Östermalm (vilken senare bytte namn till Grossmann). Han lämnade restaurangen på Kommendörsgatan 2015 för att ägna sig åt matlagningskurser och catering.